# بخش کن (فرانسه)
بخش کن (به فرانسوی: Arrondissement de Caen) یک بخش در فرانسه است که در کالوادوس واقع شده‌است.